# Dodge Dakota
Dodge Dakota é uma picape de porte médio da Ram Trucks, uma divisão da Chrysler desde 2009. Até então, era produzida sob a bandeira da Dodge, embora essa mudança tenha sido apenas uma estratégia de mercado da nova controladora da Chrysler, a Fiat.

## A Dodge Dakota brasileira e a americana
Nos EUA a Dodge Dakota foi produzida na Dodge City, nas fábricas de Warren, Michigan, entre 1987 e 2011. A primeira picape Dodge Dakota a entrar no mercado americano foi produzida no ano de 1987, como reestilização da Ram 50.
Em 1997 chegou a segunda geração da Dakota nos Estados Unidos, vendendo quase 160.000 unidades em 1998. No ano 2000 foi escolhida como North American Truck of the Year, em português, A Picape Norte-Americana do Ano (essa geração de Dakotas foi fabricada em Campo Largo, Paraná, no Brasil, entre 1998 e 2001).
A terceira geração de Dakotas chegou a o mercado norte-americano em 2005.
A quarta geração de Dakotas chegou a o mercado norte-americano em 2008. Deixou de ser fabricada em 2011 após 2.751.226 unidades de Dodges Dakotas terem sido fabricadas na planta de Warren.
Produzida no Brasil entre junho de 1998 até abril do ano 2001 pela Dodge em Campo Largo - PR, região metropolitana de Curitiba, a versão produzida no Brasil corresponde à segunda geração das Dakotas americanas, que foi a geração de mais sucesso naquele país, quebrando vários recordes de vendas.

## A Chrysler volta ao Brasil

### Um Breve Histórico
A volta da Chrysler ao mercado brasileiro teve início em 1994, quando começou a importar uma série de modelos. Dois anos depois era anunciada a decisão de erguer uma linha de montagem em Campo Largo, cidade próxima da capital paranaense. A aposta da Chrysler Corporation (nome da empresa na época) no mercado brasileiro foi confirmada em setembro de 1996, quando anunciou a construção de uma fábrica de motores no Paraná em sociedade com a alemã BMW. Essa unidade, conhecida como Tritec Motors, envolveu um investimento inicial de US$ 310 milhões, com capacidade de produzir 400.000 motores por ano. Dessa fábrica saíram motores 1,6 litro, que durante seis anos, de  2001 a 2006, propulsionaram os Mk I Mini One, Cooper and Cooper S, da BMW, de aspiração normal e comprimidos, e por um período menor equiparam os Chrysler Neon e  PT Cruiser, e os motores que mais tarde se chamariam Torque de 1.6 e 1.8 litro da Fiat.

#### Um Ano Lucrativo Para a Chrysler[4]
A Chrysler, que naquela época se chamava Chrysler Corporation, tinha em 1998 uma boa linha de produtos, altos lucros e otimismo para o futuro. Nos Estados Unidos suas marcas estavam sendo revigoradas com uma nova imagem de líderes. A Chrysler tinha o seu Chronos; a Dodge tinha o seu Viper de segunda geração; a Plymouth tinha o Prowler e o  Pronto Spyder, com o PT Cruiser em planejamento. O Durango, o SUV da Dodge há muito esperado, foi introduzido no meio do ano, junto com a Ram cabine estendida, a Dakota R/T e o Jeep Grand Cherokee 5.9 Limited.
Ela estava lucrando alto (US$ 5,7 bilhões de lucro em 1998) e tinha tanto mais clientes fiéis, quanto novos clientes do que a média das outras empresas automobilísticas instaladas nos EUA. Cheques de distribuição de dividendos estavam sendo enviados anualmente, e seus fornecedores estavam recebendo a sua parte por terem economizado bilhões de dólares para a Chrysler todos os anos, graças ao seu Sistema de Empreendimento Estendido, ou Extended Enterprise System. Novos carros eram desenvolvidos em conjunto com os fornecedores, clientes e trabalhadores de linha de montagem, com melhorias mecânicas para fazerem deles carros mais confiáveis, mais fáceis de serem reparados, mais baratos e mais desejados. Cada veículo reprojetado parecia estar um passo a frente de seus competidores, e revistas americanas especializadas cobriam essas novidades com palavras positivas, ainda surpresas com o fato de que a "companhia dos carros-K" tinha ultrapassado os japoneses com o Neon e o Inteprid, tinha batido a Ford e a Chevy com a Dodge Ram, e tinha batido as mais tradicionais marcas de super carros da Europa com o Dodge Viper. Ainda na época do lançamento da primeira geração do Dodge Viper, o otimismo e o orgulho na Dodge era grande, e foi quando surgiu uma agressiva campanha publicitária para essa divisão da Chrysler, que denominava seus veículos como The New Dodge, nome que vinha na capa dos manuais de proprietários de seus veículos, e incluía desafios explícitos aos seus competidores em propagandas na televisão.
Na sua última prestação de contas ao público naquele ano, a Chrysler Corporation anunciou que os ganhos em vendas foram de 40,650 milhões de dólares para 45,805 milhões de dólares para o 3º trimestre de 1998. Seu braço financeiro havia ganho US$ 300 milhões a mais do que os primeiros três trimestres de 1997 juntos. O lucro líquido no terceiro quarto de 1998 teve um aumento de 2740 milhões de dólares - comparado ao já bom lucro líquido de 1950 milhões de dólares conseguido entre janeiro e setembro de 1997. 1998 estava se transformando em um ano de recordes. Eles haviam vendido 2.510.011 veículos nos EUA, um recorde e 9% a mais do que em 1997; e pela primeira vez, mais de 3 milhões de veículos pelo mundo (3.093.716 carros, sendo 300 mil no Canadá e 200 mil no resto do mundo). A companhia tinha 123.180 empregados, 5 mil a mais do que em 1997 (em 2007 a Chrysler tinha apenas 72.000 empregados). A Chrysler Corporation afirmava ter US$ 7,85 bilhões em caixa; sem mencionar os US$ 2 bilhões em benefícios, taxas e custos pagos de forma adiantada, 13500 milhões de dólares em títulos financeiros a receber, e vários outros ativos, totalizando US$ 60,4 bilhões, com obrigações pecuniária de US$ 49 bilhões. Suas posses, incluindo matérias primas, autopeças, e veículos em leasing, totalizavam 6000 milhões de dólares. A Chrysler também aparecia como sendo a empresa de mais rápido crescimentos dentro da indústria automobilística.
Em termos de confiabilidade de seus carros, um estudo da revista britânica de automóveis What Car? com 80 mil veículos em leasing, incluindo 422 veículos Chrysler no Reino Unido, na maioria Jeeps, com algumas minivans Chrysler Voyager e Chrysler Neons, concluiu que em 1997 15,8% dos carros da Chrysler tiveram algum problema mecânico. Em 1998, esse número caiu para 14,7%, número muito melhor do que os 27% de falhas mecânicas dos carros da Land Rover (que pertencia a BMW nessa época). A maioria desses problemas mecânicos foram causados por uma mangueira defeituosa que foi revisada em 1997, e constou num boletim de serviço e reparos gratuitos nas concessionárias. O número de Voyagers e Neons foi pequeno demais para ser listado separadamente.
Inaugurado em 1993, mas completado apenas em 1996, o Centro de Tecnologia Chrysler colocou juntos engenheiros de todas as disciplinas, todos no topo do maior e mais avançado centro de testes, capaz de produzir neve, fortes ventos e calor escaldante. Cobrindo uma área de 40 mil metros quadrados e representando um investimento de mais de US$ 140 milhões, os laboratórios ainda simulam desde centenas de condições de direção até tempo de produção, enquanto aumentam a confiabilidade do produto e a satisfação do consumidor.
A Dodge Dakota tinha sido totalmente reprojetado em 1997, e ganhou o apelido de "Baby Ram" devido ao seu estilo se parecer muito com a da Dodge Ram, sua irmã maior. Com uma sofisticada e bem acertada suspensão, a Dakota entregava um rodar luxuoso combinado com uma boa capacidade de fazer curvas, e uma alta capacidade de carga. Sob o capô estava o motor padrão AMC 2.5 litros e quatro cilindros, o 3.9 litros V6 e o 5.2 litros V8; o 5.9 litros V8 seria disponibilizado apenas em 1998 para a rápida Dakota R/T. Nesse ano, o Dodge Dakota batia recordes de vendas nos Estados Unidos, com mais de 150 mil unidades vendidas só em 1998.
Foi nesse ambiente de grande otimismo que a fábrica das picapes Dodge Dakota foi estabelecida em Campo Largo (PR), instalada em abril de 1998, ao custo de US$ 315 milhões. Era uma fábrica muito bem organizada, no "estado da arte" das fábricas de automóveis. Empregava 250 trabalhadores, com previsão de empregar 400 trabalhadores. Vários fornecedores de peças também fizeram investimentos para montar unidades fabris junto à Chrysler, como a fábrica de motores diesel Detroit Diesel e a fábrica de chassis Dana.

### Fabricantes de Auto-Peças e a Fábrica dos Dakota no Paraná
Em seu país de origem a Chrysler já vinha utilizando, desde os anos 90, o Sistema de Empreendimento Estendido, ou Extended Enterprise System. Esse é um método similar ao modo com que a indústria automotiva japonesa vinha se relacionando com seus fornecedores. Esse sistema de produção de automóveis também foi aplicado no Brasil, e junto com a vinda da Dodge em 1998, a fim de fabricar picapes Dodge Dakota em regime CKD, muitos fornecedores de peças se instalaram em torno da fábrica de Campo Largo, no Paraná.
Dentre esse fornecedores, a fábrica de motores Detroit Diesel foi instalada com um investimento inicial de US$ 130 milhões, com capacidade de produzir 11.000 motores por ano, e empregava 71 trabalhadores, com previsão de empregar 220 trabalhadores quando atingisse sua plena capacidade de produção.
Abaixo segue a lista dos fornecedores de peças nacionais para o Dodge Dakota brasileiro, bem como as partes que forneciam:
| FORNECEDOR     | PARTE                 | EMPREGOS PREVISTOS | EMPREGOS CRIADOS |
| -------------- | --------------------- | ------------------ | ---------------- |
| Alpine         | Rádio Cassete         | *                  | *                |
| Blindex        | Vidros                | *                  | *                |
| Cofap          | Amortecedores         | *                  | *                |
| Dana           | Rolling Chassis       | 40                 | 52               |
| Detroit Diesel | Motores diesel        | 200                | 71               |
| Delphi         | Direção Hidráulica    | *                  | *                |
| Eaton          | Sistema de direção    | *                  | *                |
| Goodyear       | Pneus                 | *                  | *                |
| Hayes          | Rodas                 | *                  | *                |
| ITT            | Sistema de freios     | *                  | *                |
| Lear Corp      | Assentos              | 40                 | 41               |
| Meritor        | Rodas                 | *                  | *                |
| Moura          | Baterias              | *                  | *                |
| PPG            | Pintura               | *                  | *                |
| Solvay         | Tanque de combustível | *                  | *                |
| Walker         | Escapamentos          | *                  | *                |

## Cronologia de lançamento dos modelos da picape Dodge Dakota no Brasil
- 1998 - inaugurada a fábrica em junho. A picape Dakota estava disponível apenas nas versões de cabine simples (modelos com acabamento Básico e Sport) e cabine estendida (apenas modelo com acabamento Sport). O modelo com acabamento Básico vinha apenas com o motor a gasolina de 2.5 litros, enquanto que a versão com acabamento Sport vinha com um dos mais potente motor de um veículo fabricado no Brasil naquele ano, um motor V6 a gasolina, que só não era mais potente que o V6 de 4.3 litros da Chevrolet S10. São produzidas 3.642 picapes[3].

- 1999 - o modelo com acabamento Sport passou a ser disponibilizado também com um moderno motor turbodiesel, com o até então inédito gerenciamento eletrônico de injeção de combustível.[7] São produzidas 3.647 picapes[3].

- 2000 - foi lançada a forte Dakota R/T, que além de um acabamento diferenciado, vinha com um motor V8 de 5,2 litros, nas versões de cabine simples e estendida, o motor mais potente dentre todos os carros e picapes fabricados no Brasil. São produzidas 4.370 picapes (somada à produção de 2001)[3].

- 2001 - finalmente foram lançadas as versões com cabine dupla, sendo produzidas apenas 1.000 unidades, apenas para os modelos com acabamento Sport, agora com o motor V8 5.2 litros, além do V6 de 3.9 litros e do Diesel de 2.5 litros. Paralisada a produção das Dakotas em abril. Em setembro é anunciado o fechamento da fábrica da picape Dodge Dakota no Brasil, em virtude da restruturação proposta pela nova empresa nascida em 1998, após a compra da Chrysler pela Mercedes-Benz, a Daimler Chrysler AG.

## Produção da Dodge Dakota no Brasil

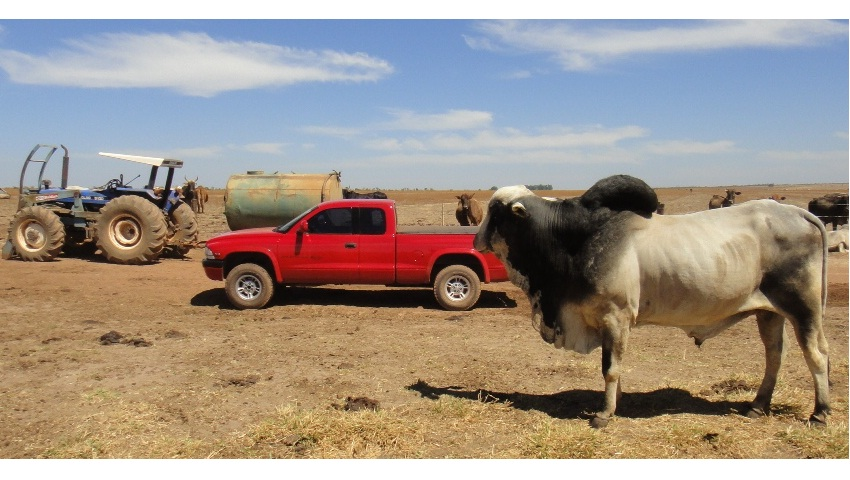
Dakota R/T brasileira

A versão Sport V6 Foi escolhida pela revista Autoesporte como a "pick-up do ano" por três anos (1999, 2000 e 2001). A Dodge Dakota também foi escolhida como a melhor picape do Brasil, por três anos seguidos (1999 a 2000), pelo site Best Cars. Isso nos permite afirmar que, enquanto o Dodge Dakota foi produzido por aqui, sempre ganhou das demais picapes vendidas no Brasil, pelo menos nas eleições e comparativos de sites e revistas especializadas.
Já a versão RT, com 232 cavalos reais à 4400 rpm e 41,6 kgfm, é o veículo mais potente já produzido no Brasil, entre carros e picapes. Um verdadeiro clássico da indústria automobilística brasileira.
Os motores diesel das Dakotas foram produzidos em Curitiba entre 1997 e 2001 pela Detroit Diesel Motores do Brasil, que pertencia a Roger Penske, famoso dono de equipes de corrida nos EUA.. A fábrica foi vendida para a Perkins depois que foi descontinuada a produção das Dakotas no Brasil.
A Dodge Dakota foi um sucesso relativo de vendas no Brasil, com alto índice de satisfação dos seus proprietários. Ocupou 13% do mercado em 1999, e chegou a 16% do mercado brasileiro em 2000, com a chegada da versão diesel e cabine dupla. Contuso, a fábrica de Campo Largo fora projetada para fabricar 40.000 unidades por ano, mas foram vendidas menos de 12.000 unidades nos 3 anos em que foi produzida naquela fábrica. No Brasil, o segmento de pick-ups médias, em 1999, foi estimado em 40 mil unidades.

## Especificações Técnicas

### Plataforma Chrysler AN e Chrysler R1
A picape Dodge Dakota americana utiliza a Chrysler N platform ou plataforma, ou carroceria, N ou AN da Chrysler.
Essa plataforma foi utilizada entre 1987 e 2004 por picapes médias Dodge Dakota da 1ª e da 2ª geração e SUVs Dodge Durango da 1ª geração.
A carroceria do AN tem um chassis do tipo escada, com longarinas dianteiras em caixa, seção intermediária rebaixada e longarinas laterais de canal aberto na extremidade final.
O Dodge Dakota brasileiro utiliza a plataforma R1, que é a denominação da Chrysler para o Dodge Dakota fabricado em regime CKD.

### Chassi
A Dakota americana tem duas opções de tração, tração nas quatro rodas (4WD) e tração traseira (RWD). A versão 4WD não foi disponibilizada para o mercado brasileiro.
A plataforma R1 do Dodge Dakota brasileiro utiliza o chassis do Dodge Dakota americano com tração nas 4 rodas (4WD), apesar de a picape Dodge Dakota brasileira jamais ter sido fabricada com tração nas 4 rodas.

### Dinâmica da picape Dodge Dakota[17]
O time de engenheiros da Dodge Dakota começou do básico ao projetar um chassi que poderia ser calibrado com uma sólida estrutura, uma ótima dirigibilidade e que pudesse suportar vários tamanhos de rodas e pneus. Com a geometria de suspensão e com os amortecedores e buchas apropriadas, o chassi responde à calibração, o que proporciona na melhor picape em sua classe em dirigibilidade.
Esses engenheiros queriam que a Dakota proporcionasse a melhor sensação ao volante e as mais precisas reações do que qualquer caminhonete a venda nos Estados Unidos no final dos anos 90. Os compradores de Dakotas deveriam perceber as características de sua dirigibilidade como as de um sedan touring, capaz de proporcionar reações tais como as de um carro, ainda que tivesse os atributos funcionais de uma picape. Assim, o desenvolvimento dinâmico começou com projetos básicos e foi concluído com uma fina calibração com a picape já finalizada. As áreas básicas afetadas foram: (em construção)

### Suspensão
Com uma suspensão sofisticada, bem calibrada, a Dakota oferecia um dirigir luxuoso combinado com uma boa capacidade de fazer curvas e alta capacidade de carga. (em construção)

### Motorização (Brasil)
No Brasil a picape Dakota foi produzida com três motorizações à gasolina e uma motorização a diesel. .

#### Motor Magnum 4 cilindros em linha 2.5 litros, gasolina
Esse motor foi disponibilizado tanto para o Dodge Dakota brasileiro quanto para o americano (nesse país foi disponível de 1996 a 2002)
- Tipo e Descrição: 4 cilindros em linha (esse Magnum é na verdade um AMC)
- Deslocamento: 2.464 cm³ ou 150 pol³
- Diâmetro x Curso: 98,4 x 81,0 mm
- Sistema de válulas: OHV de 8 válvulas e tuchos hidráulicos e balancins planos
- Injeção de combustível: eletrônica, multiponto sequencial (SMPI)
- Construção: Bloco e cabeçotes em ferro fundido
- Taxa de compressão: de 9,1:1 (nos EUA: 9.2:1[22])
- Potência (SAE): 121 cv@5200rpm
- Torque (SAE): 20 kgf.m@3250rpm
- Rotação Máxima do motor: 5.550rpm
- Combustível: gasolina comum (87 octanas)
- Capacidade de óleo do motor: 3,8 litros
- Lubrificação: alimentação de pressão-filtragem de fluxo total
- Capacidade de líquido de arrefecimento: 9,3 litros
- Sistema de Arrefecimento: líquido refrigerado-circulação forçada
- Ordem de ignição 1-3-4-2
- País de fabricação: EUA

#### Motor Magnum V6 3.9 litros, gasolina
Esse motor foi disponibilizado tanto para o Dodge Dakota brasileiro quanto para o americano (nesse país foi disponível de 1996 a 2003);
- Tipo e Descrição: 6 cilindros em V a 90º (baseado no motor V8 Chrysler LA de 360 pol³)
- Deslocamento: 3906 cm³ ou 239 pol³
- Diâmetro x Curso: 99,3 x 84,0 mm
- Sistema de válulas: OHV, 12 válvulas, balancins roletados, tuchos hidráulicos com
- Injeção de combustível: eletrônica multiponto sequencial (SMPI)
- Construção: bloco e cabeçotes em ferro fundido
- Taxa de compressão: 9,1:1
- Potência (SAE): 177 cv@4800rpm
- Torque (SAE): 31,10 kgf.m@3200rpm
- Rotação Máxima do motor: 5.250rpm
- Combustível: gasolina comum (87 octanas)
- Capacidade de óleo do motor: 3,8 litros
- Lubrificação: Filtragem de Fluxo Total de Alimentação Sob Pressão
- Capacidade de líquido de arrefecimento: 13,3 litros
- Sistema de arrefecimento: líquido a base de solução 50% de Etileno Glicol, por circulação forçada
- Ordem de ignição 1-6-5-4-3-2
- País de fabricação: EUA

#### Motor Magnum V8 5.2 litros, gasolina
Esse motor foi disponibilizado tanto para o Dodge Dakota brasileiro (versão do Dakota RT nacional) quanto para o americano (nesse país foi disponível de 1996 a 1999 apenas para a versão Sport)
- Tipo e Descrição: 8 cilindros em V a 90º (uma evolução do motor Chrysler LA de 318 polegadas cúbicas)
- Deslocamento: 5218 cm³ ou 318 pol³
- Diâmetro x Curso: 99,3 x 84,0 mm
- Sistema de válulas: OHV 16 válvulas, balancins roletados, tuchos hidráulicos
- Injeção de combustível: eletrônica multiponto sequencial (SMPI)
- Construção: Bloco e cabeçotes em ferro fundido
- Taxa de compressão: 9.1:1
- Potência (SAE): 232 cv@4400rpm
- Torque (SAE): 41,6 kgf.m@3200rpm
- Rotação Máxima do motor: 5.250rpm
- Combustível: gasolina comum (87 octanas)
- Capacidade de óleo do motor: 4,7 litros
- Lubrificação: Alimentação de Pressão-Filtragem de Fluxo Total
- Capacidade de líquido de arrefecimento: 13,6 litros
- Sistema de arrefecimento: líquido a base de solução 50% de Etileno Glicol, por circulação forçada a frio
- Ordem de ignição 1-8-4-3-6-5-7-2
- País de fabricação: EUA

#### Motor VM 4 cilindros linha 2.5 litros, turbodiesel
Esse motor passou a ser disponível para o Dodge Dakota brasileiro a partir de abril de 1999. Jamais foi disponibilizado para o Dodge Dakota americano.
- - Tipo e Descrição: VM Motori 425 CLIRX, 4 cilindros em linha, turbodiesel com intercooler[24][25]

- Deslocamento: 2499,5 cm³
- Diâmetro x Curso: 92 x 94 mm
- Sistema de válulas: OHV 8 válvulas no cabeçote operadas por tuchos hidráulicos
- Alimentação de combustível: bomba de palhetas incorporada na bomba de injeção
- Injeção de combustível: injeção indireta de combustível (câmara de pré-combustão) por bomba injetora de controle eletrônico
- Construção: bloco de ferro fundido e cabeçotes (um por cilindro) em alumínio
- Taxa de compressão: 20,95:1
- Potência (SAE): 115 cv@3900rpm
- Torque (SAE): 30,6 kgf.m@2000rpm
- Combustível: diesel comum
- Capacidade de óleo do motor: 6,8 litros
- Capacidade de líquido de arrefecimento: 9,5 litros
- País de fabricação: Brasil (Fabricado pela Detroit Diesel, no Paraná)

### Motorização (Estados Unidos)
Nos EUA jamais foi produzida uma picape Dodge Dakota com motor a diesel, mas, de 1998 a 2013, a Dakota americana contou com seis versões de motores à gasolina (as três versões descritas acima, mais as três versões que seguem abaixo).

#### Motor Magnum V8 5.9 litros, gasolina
O motor Magnum 360 (5.9 litros) V8 foi disponibilizado para a rápida Dakota R/T americana em 1998, e equipou esse modelo até 2003.
- Motor Magnum de 8 cilindros em V a 90º (uma evolução do motor Chrysler LA de 360 polegadas cúbicas)
- 5899 cm³
- com 247 cv@4000rpm
- torque de 47,7 kgf.m@3200
- taxa de compressão de 8,9:1

#### Motor PowerTech V6 3.7 litros, gasolina
Motor Chrysler PowerTech de 6 cilindros em V a 90º; gasolina; SOHC 12 válvulas de  3701 cm³; potência de 210 cv@5200 rpm; torque de 32,5 kgf.m@4000 rpm; injeção sequencial multiponto (essa motorização só é disponível Dakotas americanas, de 2004 a 2013).

#### Motor PowerTech V8 4.7 litros, gasolina
Esse motor foi introduzido no ano 2000, substituindo o Magnum de 5.2 litros.
Motor Chrysler PowerTech de 8 cilindros em V a 90º; gasolina; SOHC 16 válvulas de  4701 cm³; bloco de ferro fundido e cabeçotes de alumínio; diâmetro x curso  93 x 86,5 mm; potência de 238,2 cv@4800 rpm (2003/11); potência de 314,3cv (2012/13); torque de 40,78 kgf.m@3200 rpm (2003/11); torque de 45,89 kgf.m (2012/13).(essa motorização só esteve disponível para Dakotas americanas, de 2003 a 2013);